# Theodor-Heuss-Straße 143 (Klingenberg)

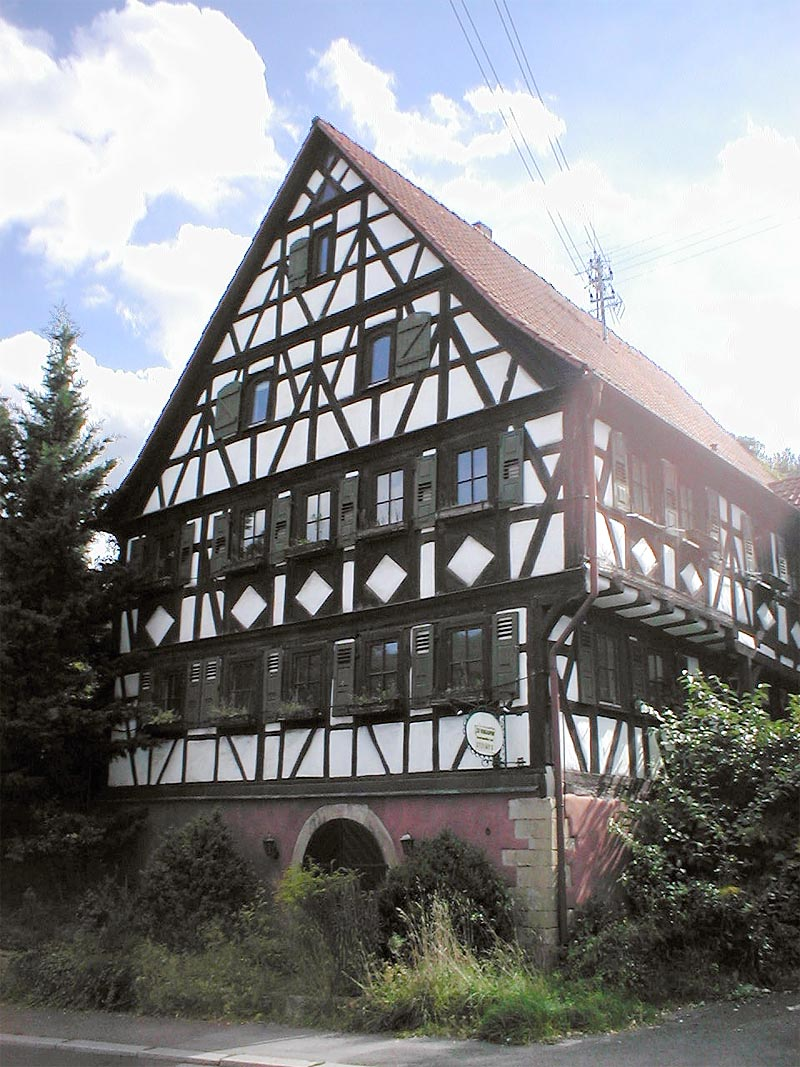
Fachwerkhaus Theodor-Heuss-Straße 143 in Klingenberg

Das Gebäude Theodor-Heuss-Straße 143 im Heilbronner Stadtteil Klingenberg ist ein Wohnhaus des 18. Jahrhunderts mit zugehöriger Werkstatt im westlichen Anbau des 19. Jahrhunderts. Das denkmalgeschützte Gebäude gilt als Kulturdenkmal.

## Beschreibung
Das Gebäude ist ein zweistöckiger unverputzter Fachwerkbau über einem hohen Kellergeschoss, das 1733 errichtet wurde. Ein großes Rundbogentor des Gewölbekellers befindet sich giebelseitig zur Theodor-Heuss-Straße hin, wobei die darüberliegenden Obergeschosse und selbst die einzelnen Giebelgeschosse weit vorkragend sind. Bemerkenswert ist das schmuckvolle Sichtfachwerk mit Rautenfeldern in den Brüstungen der Fenster.